# 고한초등학교
고한초등학교는 대한민국 강원특별자치도 정선군에 있는 초등학교다.

## 학교 연혁
- 1968. 03. 01 고한국민학교로 설립인가
- 1968. 03. 20 고한국민학교로 개교(11학급)
- 1981. 03. 09 병설유치원 설립 인가
- 1996. 03. 01 고한초등학교로 개칭
- 2011. 09. 01 제18대 전하도 교장 부임
- 2012. 02. 10 제44회 졸업식 졸업생 14명(총 7,551명)
- 2012. 03. 01 초등 7학급 편성(도움반 포함), 병설유치원 1학급 편성
- 2013. 02. 15 제45회 졸업식 졸업생 19명(총 7,570명)
- 2014. 02. 13 제46회 졸업식 졸업생 11명(총 7,581명)